# Каравелово (Ямболская область)
Каравелово (болг. Каравелово) — село в Болгарии. Находится в Ямболской области, входит в общину Тунджа. Население составляет 432 человека.

## Политическая ситуация
В местном кметстве Каравелово, в состав которого входит Каравелово, должность кмета (старосты) исполняет Мата Господинова Николова (коалиция в составе 2 партий: Болгарская социалистическая партия (БСП) и Болгарская социал-демократия (БСД)) по результатам выборов правления кметства.
Кмет (мэр) общины Тунджа — Георги Стоянов Георгиев (коалиция в составе 2 партий: Болгарская социалистическая партия (БСП) и Болгарская социал-демократия (БСД)) по результатам выборов в правление общины.